# ヴィニシウス・アパレシド・ペレイラ・デ・サンタナ・カンポス
フィニーニョ（Fininho）ことヴィニシウス・アパレシド・ペレイラ・デ・サンタナ・カンポス（Vinícius Aparecido Pereira de Santana Campos、1983年11月3日 - ）は、ブラジル・サンパウロ出身のサッカー選手。ポジションはDF。

## 経歴
コリンチャンスのユースチームでキャリアをスタートさせ、2003年にトップチームに昇格した。2010年、ウクライナのメタリスト・ハルキウに移籍した。

## 所属クラブ
- SCコリンチャンス・パウリスタ 2003-2006

→ ECヴィトーリア 2005 (loan)
→ ECジュベントゥージ 2005 (loan)
→ フィゲイレンセFC 2006 (loan)
- FCロコモティフ・モスクワ 2006-2009
- スポルチ・レシフェ 2009
- FCメタリスト・ハルキウ 2010-2013

## タイトル

### クラブ
フィゲイレンセFC
- カンピオナート・カタリネンセ 2006

FCロコモティフ・モスクワ
- ロシア・カップ 2006-07